# Wapen van Bakkeveen

Wapen van Bakkeveen

Het wapen van Bakkeveen is het dorpswapen van het Nederlandse dorp Bakkeveen, in de Friese gemeente Opsterland. Het wapen werd in 1999 geregistreerd.

## Beschrijving
De blazoenering van het wapen luidt als volgt:
In goud twee groene flanken met over alles heen een verlaagde en versmalde dwarsbalk, van zilver op het groen en van zwart op goud; de flanken boven de balk beladen met rechts een rechtopstaand gouden eikenblad en links een gouden klaverblad; het schildhoofd beladen met een rood breedarmig kruisje, de schildvoet beladen met een rode roos.
De heraldische kleuren zijn: goud (geel), sinopel (groen), zilver (zilver), sabel (zwart) en keel (rood).

## Symboliek
- Gouden veld: symbool voor de dekzandrug waar Bakkeveen op gelegen is.[3]
- Groene flanken: verwijzing naar het veen in het gebied.[3]
- Zilveren dwarsbalk: verwijst naar de Drachtster Compagnonsvaart.[3]
- Gouden eikenblad: staat voor de bossen in de omgeving.[3]
- Gouden klaverblad: symboliseert de weidegrond rond het dorp.[3]
- Rood kruis: ten teken van de uithof die het klooster Mariëngaarde hier had.[3]
- Rode roos: ontleend aan het wapen van de familie Van Eysinga, plaatselijk grootgrondbezitter.[3]

## Zie ook

Vlag van Bakkeveen